# Bùi Quang Dũng
Bùi Quang Dũng (thế kỷ X) là một nhà hoạt động chính trị, quân sự nổi tiếng thời Đinh. Ông có nhiều công lao giúp Đinh Bộ Lĩnh dẹp 12 sứ quân và tổ chức khai phá, mở mang kinh tế vùng Bố Hải Khẩu (thuộc tỉnh Thái Bình ngày nay). Ông là vị tướng nổi tiếng trung liệt – không thờ hai vua (với triều Lê Đại Hành) nên sau này được Lý Thái Tổ tôn hiệu Minh Triết Phu Tử.

## Tiểu sử
Thiên sách thượng tướng Trinh quốc công Bùi Quang Dũng sinh giờ Thìn ngày 10 tháng 1 năm Nhâm Ngọ (tức năm 922) trong một gia đình nông dân nghèo ở đất Phong Châu, Bạch Hạc (tỉnh Phú Thọ hiện nay). Từ trần tại nhà riêng vào giờ Dần, ngày 13 tháng 6 năm Mậu Ngọ (1018) năm Thuận Thiên thứ 9 nhà Lý, hưởng thọ 97 tuổi.
Lúc còn nhỏ, ông có tư chất thông minh khác người và rất hiếu thảo với cha mẹ, lễ phép với bề trên, thuận hoà với bè bạn nên được mọi người qúy mến. Ông học rộng, hiểu nhiều, lớn lên trí dũng toàn tài, tinh thông Binh, Nông, Văn, Võ.

## Hoạt động
Năm 944, sau khi Ngô Quyền mất, Việt Nam lâm vào cảnh loạn 12 sứ quân, các thế lực phong kiến nổi dậy, mỗi người hùng cứ một vùng. Các sứ quân Ngô Xương Xí, Đỗ Cảnh Thạc, Kiều Công Hãn biết tiếng ông đã cử người đến cầu hiền, thuyết phục ông và mời ông ra hợp tác với họ, nhưng ông đều một mực từ chối vì ông cho rằng họ không phải là bậc minh chủ.
Năm Đinh Mão (967), biết Đinh Bộ Lĩnh là người cương trực, mưu lược và chí lớn, ông đã tụ tập được 600 quân binh và đưa về gia nhập với lực lượng Hoa Lư. Ông trở thành tướng của Đinh Bộ Lĩnh, lúc đó ông đã 45 tuổi. Ông đã đem tài năng của mình, cùng với Nguyễn Bặc, Đinh Điền, Lưu Cơ, Trịnh Tú... dốc lòng phò tá nhà Đinh, thống nhất đất nước, lập nên triều đại nhà Đinh. Đinh Bộ Lĩnh lên ngôi hoàng đế, lấy hiệu là Đinh Tiên Hoàng, đặt tên nước là Đại Cồ Việt đóng đô tại Hoa Lư (Ninh Bình ngày nay).
Năm Mậu Thìn (968), Đinh Bộ Lĩnh lên ngôi, ban thưởng tướng sĩ, phong ông là Anh Dực tướng quân, sung Điện tiền Đô chỉ huy sứ kiêm Thiêm sự. Năm 971, ở vùng Kỳ Bố, Ngô Văn Kháng nổi loạn, triều đình cử quân đánh dẹp nhưng thất bại. Vua cử Bùi Quang Dũng cầm quân. Bằng uy đức của mình, ông đã dụ hàng Ngô Văn Kháng. Vua Đinh phong ông là Trấn Đông Tiết độ sứ, Tổng thống kiêm lý ba đạo, được đóng quân ở thành Kỳ Bố; sau lại thăng Đặc khai quốc Thiên sách Thượng tướng, tước An Tĩnh hầu và truy tặng cha ông là Khải Tá hầu.
Bùi Quang Dũng khai khẩn đất hoang ở ven sông Lãng Bạc và sông Cái (sông Trà Lý ngày nay), biến vùng đất hoang vu thành làng xóm đông vui, đồng ruộng tươi tốt. Đất ông được vua ban gọi là ấp Hàm Châu. Ngoài Hàm Châu, ông lập ra 8 trại khác (nay thuộc địa bàn huyện Vũ Thư và TP Thái Bình). Cảm tạ công lao của ông, dân các làng đều đặt tên làng mình là Bùi Xá.
Khi Đinh Bộ Lĩnh bị hành thích, Lê Hoàn được tôn lên làm vua. Giặc Tống nhân Đại Việt có biến, đem quân xâm lược. Sau chiến thắng chống Tống (981), Bùi Quang Dũng lui về ở ẩn trong động Trinh Thạch, khi đó đã 60 tuổi. Năm Kỷ Dậu (1009), Lý Công Uẩn lên ngôi vua, lập ra triều Lý. Thái Tổ ba lần cho người vời nhưng ông đều thoái thác, lấy cớ tuổi già. Năm Thuận Thiên thứ 2 (triều Lý Thái Tổ), vùng Kỳ Bố Hải Khẩu có giặc. Triều đình ba lần đánh dẹp nhưng đều bị bại. Tướng Nguyễn Uy dò biết lòng dân đều nhớ thâm ân của Bùi Quang Dũng bèn tấu về triều. Lý Thái Tổ lại viết thư, sai Nguyễn Uy đem đến động Trinh Thạch mời ông về triều và nói rõ sự tình ở Kỳ Bố. Lúc này, Bùi Quang Dũng mới chịu xuất thế. Về kinh, ông được vua hậu đãi, ban hiệu là "Minh Triết Phu Tử", đối xử như thầy. Vua lại phong chức cũ thời Đinh của ông cho con trai ông là Bùi Quang Anh. Hai cha con Bùi Quang Dũng được phái về Kỳ Bố dẹp loạn. Khi ông tới nơi, giặc kéo nhau ra hàng.
Bùi Quang Dũng mất năm Thuận Thiên thứ 9 (1018), thọ 97 tuổi. Lý Thái Tổ sai Bộ Lễ làm lễ cử ai và truy phong là Trịnh Quốc Công. Tháng 8 năm ấy, vua ngự đề văn bia Sự trạng ông; ngày 12-8, giao Thái sư Khuông Việt chép bản ngự chế lên bia đá. Thợ khắc đá Phạm Công Thắng vâng mệnh vua khắc bia. Sau đó, vua Lý cho người đem về từ đường ông ở ấp Hàm Châu để thờ.
Năm Thuận Thiên thứ 11 (1020), nhân đi tuần phòng phía đông, vua đến vùng Kỳ Bố và về ấp Hàm Châu viếng mộ ông. Tại từ đường thờ Bùi Quang Dũng, Thái Tổ ngự đề đôi câu đối:
"Không thờ hai vua, tiếng trung liệt cao vời vợi, động Trinh Thạch 30 năm lừng tiếng.
Hết sức giúp nền thống nhất, chí khí ngay thẳng vang dội, ấp Hàm Châu vạn cổ vẫn còn".
Sau khi về kinh, Lý Thái Tổ còn xuống chỉ cho họ Bùi ở Hàm Châu ba ngôi cấm địa (nơi chôn cất Bùi Quang Dũng và song thân). Thời Trần Thái Tông, Lê Thái Tông, cũng có chỉ cho họ Bùi ba ngôi cấm địa nguyên như trước. Lê Thái Tông còn ban chữ: "Bùi thị hưng gia Thái tổ".

## Đền thờ
- Từ đường Bùi Quang Dũng ở Tân Bình, Tp Thái Bình tỉnh Thái Bình thờ Bùi Quang Dũng, tướng nhà Đinh và có công phù giúp nhà Lý dẹp loạn ở Kỳ Bố. Vua Đinh Tiên Hoàng phong Bùi Quang Dũng làm Trấn đông tiết độ sứ, đóng trị sở tại thành Kỳ Bố, kiêm chỉ huy 3 đạo quân thuộc vùng Đông Đạo (lúc này nhà Đinh có tất cả 10 đạo quân) và thăng cho hàm là Đặc tấn khai quốc thiên sách thượng tướng, tước Tĩnh an hầu.
- Đình Đồng Đức ở xã Phúc Thành, Vũ Thư, Thái Bình Thờ thành hoàng làng Bùi Quang Dũng và Bùi Quang Đạt là những vị tướng thời Đinh Tiên Hoàng. Bùi Quang Dũng đã cùng quân sỹ khai khẩn các vùng đất hoang vu thuộc miền Đông đạo thành các cánh đồng tốt tươi, mầu mỡ, chiêu dân và đưa gia đình binh sỹ đến ở, cộng tất cả là 5 làng.
- Đình Bùi Xá ở xã Minh Lãng, Vũ Thư, Thái Bình thờ thành hoàng làng Bùi Quang Dũng, vị tướng nhà Đinh có công đánh dẹp loạn 12 sứ quân và khai khẩn vùng đất Kỳ Bố Hải Khẩu, Thái Bình ngày nay.